# Hulleborekaval, Krishnarajanagara
Hulleborekaval là một làng thuộc tehsil Krishnarajanagara, huyện Mysore, bang Karnataka, Ấn Độ.